# François Forestier
Pour les articles homonymes, voir François Forestier de Villeneuve et Forestier (homonymie).
Œuvres principales
- Rue des Rats
- 101 Nanars, une anthologie du cinéma affligeant (mais hilarant)

François Forestier, né Jacques Zandrowicz le 25 décembre 1947 à Paris, est un journaliste au Nouvel Observateur. Il a collaboré à de nombreuses publications, dont L'Express, VSD, Elle, Première, Studio Magazine et Vogue.

## Biographie
Titulaire d'une licence ès lettres obtenue en 1969 à la faculté de Censier, François Forestier est rédacteur en chef du Film Français de 1969 à 1972. Il est par la suite critique de cinéma à L'Express de 1975 à 1993 puis au Nouvel Observateur. Il intervient également sur France Culture dans diverses émissions consacrées au septième art.
En 1981, il publie son premier roman, La Manducation. Il est par la suite l'auteur de plusieurs romans, essais et textes divers, et notamment de l'une des premières anthologies sur les nanars : 101 Nanars, une anthologie du cinéma affligeant (mais hilarant). Publiée en 1996, cette anthologie constituée d'une partie de ses articles est suivie d'une deuxième en 1997, Le Retour des 101 nanars, une nouvelle anthologie du cinéma navrant (mais désopilant), rééditée dans une version enrichie en 2016.
François Forestier reconnait, sans difficulté, sa qualité de nègre littéraire, en revendiquant l'écriture d'une cinquantaine d'ouvrages signés par un autre auteur. Le journaliste a commencé cette fonction en novélisant une série de la télévision, sur une demande de l'éditeur Michel Lafon. Interviewé par une journaliste du quotidien Ouest-France au sujet de cette carrière particulière, François Forestier ajoute avec un certain humour avoir été  « gangster, flic, vedette de cinéma, chanteuse, drogué, homosexuel et même navigateur solitaire »,.

## Dans les médias
Le 31 mai 2008, il est invité par Laurent Ruquier dans l'émission On n'est pas couché pour présenter son livre Marilyn et JFK et évoquer de nombreuses anecdotes.
Invité à l'émission des Grosses Têtes sur RTL par Philippe Bouvard le 17 février 2011, il est présenté comme « critique, et nègre notoire dans l'édition ». 
Dans l'émission Social Club de Frédéric Taddeï sur Europe 1, il dénonce le 16 mars 2015 les « talibans du cinéma » et déclare que Louis de Funès est « un des comiques les moins drôles de l'histoire du cinéma ».

## Bibliographie

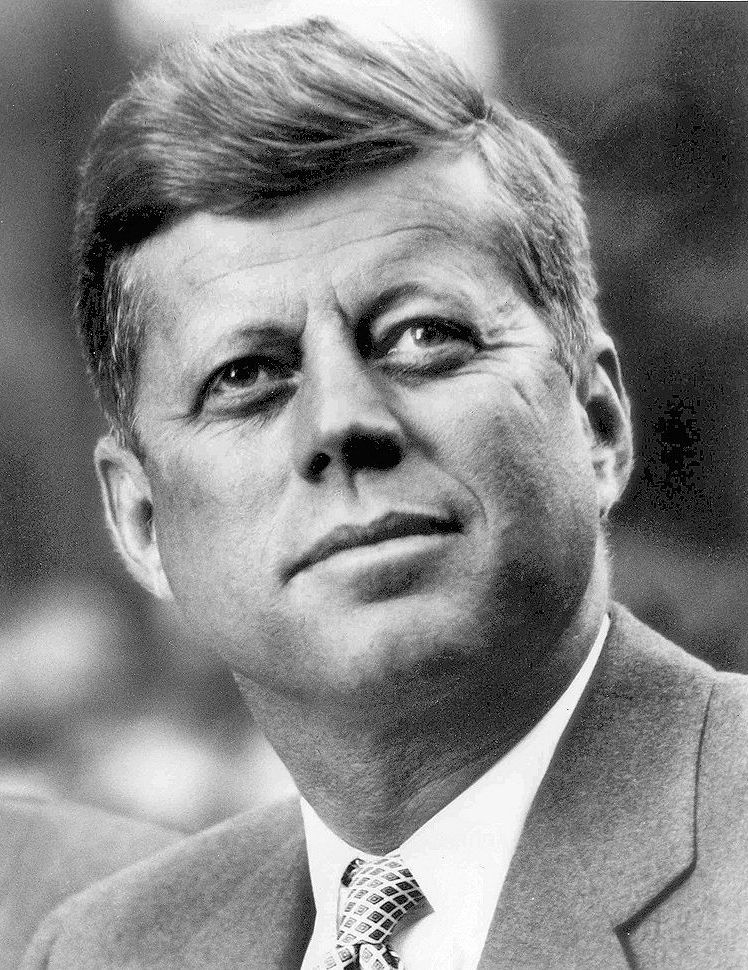
François Forestier est l'auteur de deux ouvrages sur John F. Kennedy.